# Flujo de masa

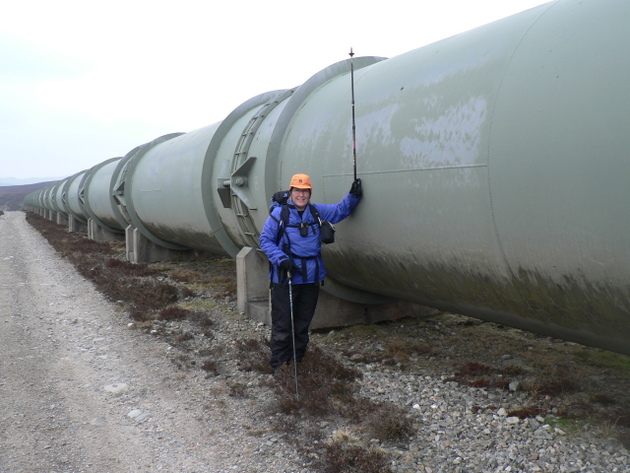
Ejemplo de flujo de masa: el agua conducida en una tubería de una central hidroeléctrica

En física e ingeniería, el flujo de masa es una magnitud mecánica que permite caracterizar el movimiento de una sustancia. Sus unidades en el Sistema Internacional son (kg m−2 s−1). Símbolos comunes para representarlo son j, J, q, Q, φ o Φ (la letra griega Φ en mayúscula o en minúscula), a veces con el subíndice m para indicar que la masa es la magnitud que fluye. El flujo de masa también puede referirse a una forma alternativa de flujo en las leyes de Fick (que emplean el concepto de masa molecular), o en la ley de Darcy (donde se usa la densidad).
A veces, la ecuación que define el flujo de masa en este artículo se usa indistintamente con la ecuación que define el caudal másico. Por ejemplo, en el texto Mecánica de fluidos, Schaum's et al se utiliza la definición de flujo másico como ecuación en el artículo sobre el caudal másico.

## Definición
Matemáticamente, el flujo de masa se define como el límite
{\displaystyle j_{m}=\lim _{A\to 0}{\frac {I_{m}}{A}},}
donde
{\displaystyle I_{m}=\lim _{\Delta t\to 0}{\frac {\Delta m}{\Delta t}}={\frac {dm}{dt}}}
es la corriente de masa (flujo de masa m por unidad de tiempo t) y A es el área por la que fluye la masa.
Para el flujo de masa como un vector jm, la integral de superficie del mismo a través de una sección S, seguido de una integral durante el tiempo de t1 a t2, da la cantidad total de masa que fluye a través de un área dada en ese intervalo de tiempo (t2 − t1):
{\displaystyle m=\int _{t_{1}}^{t_{2}}\iint _{S}\mathbf {j} _{m}\cdot \mathbf {\hat {n}} \,dA\,dt.}
El área requerida para calcular el flujo es real o imaginaria, plana o curva, ya sea como el área de una sección transversal o como una superficie.
Por ejemplo, para sustancias que pasan a través de un filtro o de una membrana, la superficie real es el área de la superficie (generalmente curvada) del filtro considerada macroscópicamente, ignorando el área abarcada por los orificios en el filtro o membrana. Los espacios serían áreas de sección transversal. Para líquidos que pasan por una tubería, la superficie es el área de la sección transversal considerada de la conducción.
El vector de área es una combinación de la magnitud del área por la que pasa la masa, A, y un vector unitario normal al área, {\displaystyle \mathbf {\hat {n}} }. La relación es {\displaystyle \mathbf {A} =A\mathbf {\hat {n}} }.
Si el flujo de masa jm pasa a través del área formando un ángulo θ con el área normal a {\displaystyle \mathbf {\hat {n}} }, entonces
{\displaystyle \mathbf {j} _{m}\cdot \mathbf {\hat {n}} =j_{m}\cos \theta }
donde · es el producto escalar de los vectores unitarios. Es decir, la componente del flujo de masa que pasa a través de la superficie (es decir, normal a ella) es jm cos θ. Si bien la componente del flujo de masa que pasa tangencial al área viene dado por jm sin θ, en realidad "no" hay flujo de masa que pasa «a través» del área en dirección tangencial. La «única» componente del flujo de masa que pasa normal al área es la componente coseno.

### Ejemplo

Flujo a través de una tubería de sección constante

Considérese una tubería que conduce agua. Supóngase que tiene una sección transversal constante, que se trata de un tramo recto (sin curvas ni uniones), y que el agua fluye de manera uniforme a una velocidad constante, bajo condiciones normalizadas de presión y temperatura. El área A es el área de la sección transversal de la tubería. Supóngase ahora que la tubería tiene radio r= 2 cm= 2 × 10−2 m. El área es entonces
{\displaystyle A=\pi r^{2}.}
Para calcular el flujo de masa jm (magnitud), también se necesita la cantidad de masa de agua transferida a través del área y el tiempo necesario. Supóngase que pasa un volumen V= 1.5 L= 1.5 × 10−3 m3 en el tiempo t = 2 s. Suponiendo que la densidad del agua es ρ= 1000 kg m−3, se tiene que:
{\displaystyle {\begin{aligned}\Delta m&=\rho \Delta V\\m_{2}-m_{1}&=\rho (V_{2}-V_{1})\\m&=\rho V\\\end{aligned}}}
(dado que el volumen inicial que pasa por el área era cero, el final es V, por lo que la masa correspondiente es m), por lo que el flujo de masa es
{\displaystyle j_{m}={\frac {\Delta m}{A\Delta t}}={\frac {\rho V}{\pi r^{2}t}}.}
Sustituyendo los símbolos por sus valores, se obtiene:
{\displaystyle j_{m}={\frac {1000\times \left(1.5\times 10^{-3}\right)}{\pi \times \left(2\times 10^{-2}\right)^{2}\times 2}}={\frac {3}{16\pi }}\times 10^{4},}
que es aproximadamente 596,8 kg s−1 m−2.

## Ecuaciones para fluidos

### Ecuación alternativa
Usando la definición de vector, el flujo de masa también es igual a:
{\displaystyle \mathbf {j} _{\rm {m}}=\rho \mathbf {u} }
donde:
- ρ = densidad de masa,
- u = velocidad de flujo de elementos de masa que fluyen (es decir, en cada punto del espacio la velocidad de un elemento de materia es algún vector de velocidad u).

A veces, esta ecuación se puede utilizar para definir jm como un vector.

### Flujos másicos y molares para fluidos compuestos

#### Flujos de masa
En el caso de que el fluido no sea puro, es decir, sea una mezcla de sustancias (técnicamente se considera que contiene varias sustancias componentes), los flujos másicos deben considerarse por separado para cada componente de la mezcla.
Al describir el flujo de fluidos (es decir, el flujo de materia), es apropiado hablar de flujo de masa. Al describir el transporte de partículas (movimiento de un gran número de partículas), resulta útil utilizar una cantidad análoga, denominada flujo molar.
Usando la magnitud masa, el flujo de masa del componente i es
{\displaystyle \mathbf {j} _{{\rm {m}},\,i}=\rho _{i}\mathbf {u} _{i}.}
El flujo de masa baricéntrico del componente i es
{\displaystyle \mathbf {j} _{{\rm {m}},\,i}=\rho \left(\mathbf {u} _{i}-\langle \mathbf {u} \rangle \right),}
donde {\displaystyle \langle \mathbf {u} \rangle } es la velocidad de masa promedio de todos los componentes de la mezcla, dada por
{\displaystyle \langle \mathbf {u} \rangle ={\frac {1}{\rho }}\sum _{i}\rho _{i}\mathbf {u} _{i}={\frac {1}{\rho }}\sum _{i}\mathbf {j} _{{\rm {m}},\,i}}
donde
- ρ = densidad de masa de toda la mezcla,
- ρi = densidad de masa del componente i,
- ui = velocidad del componente i.

El promedio se toma de las velocidades de los componentes.

#### Flujos molares
Si se reemplaza la densidad ρ por la «densidad molar», la concentración c, se obtienen los análogos del flujo molar, que es el número de moles por unidad de tiempo por unidad de área, que generalmente adquiere la forma:
{\displaystyle \mathbf {j} _{\rm {n}}=c\mathbf {u} .}
Entonces, el flujo molar del componente i es (número de moles por unidad de tiempo por unidad de área):
{\displaystyle \mathbf {j} _{{\rm {n}},\,i}=c_{i}\mathbf {u} _{i}}
y el flujo molar baricéntrico del componente i es
{\displaystyle \mathbf {j} _{{\rm {n}},\,i}=c\left(\mathbf {u} _{i}-\langle \mathbf {u} \rangle \right),}
donde {\displaystyle \langle \mathbf {u} \rangle } esta vez es la promedio velocidad molar de todos los componentes de la mezcla, dada por:
{\displaystyle \langle \mathbf {u} \rangle ={\frac {1}{n}}\sum _{i}c_{i}\mathbf {u} _{i}={\frac {1}{c}}\sum _{i}\mathbf {j} _{{\rm {n}},\,i}.}

## Uso
El flujo de masa aparece en algunas ecuaciones en fluidodinámica, en particular en la ecuación de continuidad:
{\displaystyle \nabla \cdot \mathbf {j} _{\rm {m}}+{\frac {\partial \rho }{\partial t}}=0,}
que es una declaración de la conservación de masa del fluido. En hidrodinámica, la masa solo puede fluir de un lugar a otro, sin experimentar fenómenos de compresión significativos.
El flujo molar aparece en la primera ley de Fick de la difusión de sustancias:
{\displaystyle \nabla \cdot \mathbf {j} _{\rm {n}}=-\nabla \cdot D\nabla n}
donde D es el coeficiente de difusión.